# Emir Bajrami
Emir Bajrami (Pristina, 7 de março de 1988) é um futebolista kosovar de origem albanesa naturalizado sueco que atua como meia. Atualmente, joga pelo IF Elfsborg.

## Títulos
IF Elfsborg
- Supercopa da Suécia : 2007

Twente
- KNVB Copa : 2010–11

Monaco
- Ligue 2: 2012-13[2]

Panathinaikos
- Copa da Grécia: 2014